# Mesnilisca trivittata
Mesnilisca trivittata là một loài ruồi trong họ Tachinidae.